# Jadranko Bogičević
Jadranko Bogičević (serbio cirílico: Јадранко Богичевић) (Milići, Bosnia y Herzegovina, 11 de marzo de 1983) es un jugador de fútbol bosnio. Juega de defensa y actualmente milita en el FK Olimpik Sarajevo de la Premijer Liga de Bosnia-Herzegovina.

## Clubes
| Club                      | País               | Año           |
| ------------------------- | ------------------ | ------------- |
| FK Jedinstvo Brčko        | Bosnia Herzegovina | 2001 - 2003   |
| Estrella Roja de Belgrado | Serbia             | 2003 - 2005   |
| FK Borac Banja Luka       | Bosnia Herzegovina | 2005 - 2006   |
| FK Modriča                | Bosnia Herzegovina | 2007 - 2010   |
| FK Željezničar Sarajevo   | Bosnia Herzegovina | 2010-2013     |
| Ironi Nir Ramat HaSharon  | Israel             | 2013          |
| FK Olimpik Sarajevo       | Bosnia Herzegovina | 2014-presente |